# 島田雅史
島田 雅史（しまだ まさし、1974年1月2日‐）は、日本の実業家。アライアンスパートナーズ代表取締役社長。千葉県浦安市出身。

## 経歴
- 1997年 オリックス入社
- 2004年 アライアンスパートナーズ創業、代表取締役社長就任
- 2009年 公益社団法人 経済同友会入会
- 2011年 一般社団法人日本取締役協会入会
- 2022年 紺綬褒章（第2048154号）[1]
- 2023年 紺綬褒章飾版（第2057784号）[2]